# Regenbooggoudwesp
De Regenbooggoudwesp (Chrysis equestris) is een vliesvleugelig insect uit de familie van de goudwespen (Chrysididae). De wetenschappelijke naam van de soort is voor het eerst geldig gepubliceerd in 1854 door Dahlbom. Sinds 2015 is de wesp in Nederland bekend. De Nederlandse naam, die verwijst naar het veelkleurige achterlijf van het dier, kwam mede tot stand door een medewerker van het Jeugdjournaal.
De Regenbooggoudwesp is een zeldzame Noord-, Oost- en Midden-Europese soort die voorkomt in bossen met veel dood hout en een warm microklimaat.
Evenals de andere goud- oftewel koekoekswespen is de Regenbooggoudwesp een nestparasiet. Uit onderzoek in Estland kwam de Behangerswesp als waarschijnlijke gastheersoort naar voren.